# Rémy Le Goistre
Rémy Le Goistre est un illustrateur français né le 8 décembre 1961, diplômé de l'École nationale supérieure des beaux-arts de Paris en 1987.
Il travaille pour la presse, les décors de spectacles, l'édition et pour tous ceux qui aiment son style poético-burlesque.